# Вадзука
Вадзука (яп. 和束町 Вадзука-тё:) — посёлок в Японии, находящийся в уезде Сораку префектуры Киото. Площадь посёлка составляет 64,93 км², население — 3483 человека (1 октября 2020), плотность населения — 53,64 чел./км².

## Географическое положение
Посёлок расположен на острове Хонсю в префектуре Киото региона Кинки. С ним граничат города Кидзугава, Кока, посёлки Касаги, Удзитавара, Иде и село Минамиямасиро.

## Население
Население посёлка составляет 3483 человека (1 октября 2020), а плотность — 53,64 чел./км². Изменение численности населения с 1980 по 2005 годы:
| 1970 | 6316 чел. |  |
| 1975 | 6244 чел. |  |
| 1980 | 6290 чел. |  |
| 1985 | 6333 чел. |  |
| 1990 | 6079 чел. |  |
| 1995 | 5921 чел. |  |
| 2000 | 5457 чел. |  |
| 2005 | 4998 чел. |  |
| 2010 | 4482 чел. |  |
| 2015 | 3956 чел. |  |

## Символика
Деревом посёлка считается криптомерия, цветком — чай, птицей — Phasianus versicolor.